# Мишарина, Ксения Васильевна
Ксения Васильевна Мишарина (род. 15 января 2009, Москва) — российская пловчиха, чемпионка России, призёр чемпионатов России, обладательница Кубка России, чемпионка Игр БРИКС 2024 года, мастер спорта России международного класса по плаванию (2024).

## Биография
Ксения Мишарина родилась 15 января 2009 года в Москве. Завершила обучение в городской школе № 1. Занимается плаванием с 2016 года. Является воспитанницей СШОР ЦСКА по плаванию и прыжкам в воду имени Г. Н. Прозуменщиковой. Тренируется в Московской академии плавания.

## Карьера
В 2023 году Ксении было присвоено звание «Мастер спорта России». В этом же году стала бронзовым медалистом чемпионата России на дистанции 1500 метров вольным стилем. Одержала победу на Кубке России на дистанции 1500 метров вольным стилем. На II Играх стран СНГ на дистанции 800 метров вольным стилем стала чемпионкой. На чемпионате России по плаванию на короткой воде победила на дистанции 1500 метров вольным стилем, а также стала серебряным призёром на дистанции 800 метров вольным стилем.
В апреле 2024 года стала чемпионкой России на дистанции 800 м вольным стилем, установив юношеский рекорд России — 8:29,05 и на дистанции 1500 метров вольным стилем. В июне 2024 года приняла участие в чемпионате России на открытой воде, победив в заплыве на 5 км, а также заняв второе место в эстафете 4×1250 м. Было присвоено звание «Мастер спорта России международного класса». На Играх стран БРИКС победила на дистанции 800 метров вольным стилем, а также стала серебряным призёром на дистанции 400 метров вольным стилем.
В апреле 2025 года на чемпионате России в Казани завоевала золотую медаль на дистанции 1500 метров вольным стилем, серебряные медали на дистанциях 200, 400 и 800 метров вольным стилем, бронзовую медаль в эстафете 4×200 метров вольным стилем.
В июне 2025 года завоевала золотую медаль на чемпионате России по плаванию на открытой воде в Ростове-на-Дону, преодолев дистанцию в 5 км за 59.06,56.

## Документы
- Приказ о присвоении звания «Мастер спорта России»
- Приказ о присвоении звания «Мастер спорта России международного класса»